# 伯德海崖
伯德海崖（英語：Bird Bluff）是南極洲的海崖，位於瑪麗伯德地，屬於福特山脈的一部分，處於科隆博山以東5公里，美國地質調查局根據測量和該國海軍的空中照片繪入地圖，現時由南極條約體系管理。